# Sjoerd Bax
Sjoerd Bax (Gorinchem, 6 januari 1996) is een Nederlands wielrenner die anno 2025 rijdt voor Q36.5 Pro Cycling Team.

## Carrière
In 2014 werd Bax nationaal juniorenkampioen tijdrijden door het bijna 24 kilometer lange parcours rond Zaltbommel sneller af te leggen dan Pascal Eenkhoorn en Sieben Wouters, die op de tweede en derde plaats eindigden. Later dat jaar werd hij tiende in de wegrit op het wereldkampioenschap, in dezelfde tijd als winnaar Jonas Bokeloh.
Het seizoen 2015, zijn eerste bij Rabobank Development Team, eindigde voor Bax al in mei. In april had hij nog het jongerenklassement in de Triptyque des Monts et Châteaux gewonnen, maar in mei werd de pijn aan zijn knie hem te veel. Na de Ronde van Rhône-Alpes Isère reed hij geen koers meer. Omdat zijn ploeg na 2016 ophield te bestaan moest Bax op zoek naar een nieuwe ploeg. Vanwege zijn aanhoudende blessure kon de toen 20-jarige renner echter geen nieuw team vinden.
Eind april 2017 tekende hij alsnog een contract bij Delta Cycling Rotterdam. In juni werd hij vierde in het bergklassement van de Ronde van Opper-Oostenrijk en zesde op het nationale wegkampioenschap voor beloften. In september 2017 vierde hij zijn comeback met winst in de finale wedstrijd van de topcompetitie, de Eurodeomloop in Limburg.
In 2018 bleef hij bij het continentale Delta Cycling Rotterdam. In dit jaar liet Bax zien een allroundrenner te zijn voor meerdaagse wedstrijden: 8e in het eindklassement van de Olympia Tour, 7e in de Ras Tailteann (Ierland), 4e in de Carpathian Couriers Race. Tevens een 3e plaats in de Waalse heuvelklassieker Flèche Ardennaise.
Bax tekende voor 2019 een contract bij Metec-TKH Continental Cyclingteam p/b Mantel. Wederom korte uitslagen in GC-eindstanden van meerdaagse koersen, 6e in de Fleche du Sud, 5e Ronde in de l'Oise en 9e in de CRO-race Kroatië. De grootste overwinning was de 2e etappe in de Ronde van Rhône-Alpes Isère; tevens won hij hier het puntenklassement en werd hij 5e in de eindrangschikking. Daarnaast pakte hij na 2017 wederom de overwinning in de Eurodeomloop.
2020, wederom rijdend voor Metec-TKH Continental Cyclingteam p/b Mantel, was een kort koersjaar door het coronavirus. Alleen de Czech Tour kon als internationaal aansprekende koers verreden worden; een 19e plaats in het eindklassement was zijn deel.
In 2021 eindigde Bax als 2e tijdens het NK op de weg. Het parcours bestond uit 25 rondes van 7,3 kilometer rondom de VAM-berg, waardoor de totale afstand op 182,5 kilometer kwam. In elke van deze rondes moest de VAM-berg van 2 verschillende kanten beklommen worden. Bax was samen met 7 andere vooruit in de laatste ronde, maar kon in de laatste ronde niet meer reageren op de uitval van Timo Roosen.
Voor het seizoen 2022 zou Bax aanvankelijk rijden voor het Team Qhubeka NextHash. Nadat het erop ging lijken dat deze ploeg eind 2021 uit het peloton zou verdwijnen, tekende Bax een contract bij Alpecin-Fenix. Na één seizoen voor de Belgische ploeg te hebben gereden vertrok hij in 2023 naar UAE Team Emirates. Voor deze ploeg boekte hij zijn eerste overwinning in de Italiaanse wedstrijd Trofeo Matteotti, tevens was hij de eerste Nederlander die deze race won.
Tijdens de Ronde van Lombardije 2023 liep hij door een vroege valpartij een dijbeenbreuk op.

## Palmares
2014
 Nederlands kampioen tijdrijden, junioren
2e etappe deel A Aubel-Thimister-La Gleize (ploegentijdrit)
2015
Jongerenklassement Triptyque des Monts et Châteaux
2019
2e etappe Ronde van Rhône-Alpes Isère
Puntenklassement Ronde van Rhône-Alpes Isère
2021
3e etappe Alpes Isère Tour
5e etappe Alpes Isère Tour
Eindklassement Alpes Isère Tour
Puntenklassement Alpes Isère Tour
2e etappe Ronde van de Mirabelle
2de Nederlands Kampioenschap wielrennen
2022
Coppa Agostoni
7e etappe Ronde van Langkawi
2023
Trofeo Matteotti

## Resultaten in voornaamste wedstrijden
|      | \| Jaar \| Ronde van Vlaanderen \| Parijs-Roubaix \| Amstel Gold Race \| Luik-Bast.‑Luik \| Ronde van Lombardije \| \| WK op de weg \| \| ---- \| -------------------- \| -------------- \| ---------------- \| --------------- \| -------------------- \| \| ------------ \| \| 2023 \| 68e \| 13e \| opgave \| opgave \| opgave \| \| \| \| 2024 \| \| \| 79e \| opgave \| \| \| opgave \| |                |                  |                 |                      |  |              |
| Jaar | Ronde van Vlaanderen | Parijs-Roubaix | Amstel Gold Race | Luik-Bast.‑Luik | Ronde van Lombardije |  | WK op de weg |
| 2023 | 68e | 13e            | opgave           | opgave          | opgave               |  |              |
| 2024 | |                | 79e              | opgave          |                      |  | opgave       |

## Ploegen
- 2015 –  Rabobank Development Team
- 2016 –  Rabobank Development Team
- 2017 –  Delta Cycling Rotterdam (vanaf 28 april)
- 2018 –  Delta Cycling Rotterdam
- 2019 –  Metec-TKH Continental Cyclingteam p/b Mantel
- 2020 –  Metec-TKH Continental Cyclingteam p/b Mantel
- 2021 –  Metec-Solarwatt p/b Mantel
- 2022 –  Alpecin-Fenix
- 2023 –  UAE Team Emirates
- 2024 –  UAE Team Emirates
- 2025 –  Q36.5 Pro Cycling Team

Bax ·
Bol ·
Budding ·
Cornelisse ·
Godrie ·
Havik ·
Hofstede ·
Honigh ·
Korevaar · 
Lenderink ·
Maas ·
Meijers ·
Nieuwenhuis ·
Oomen ·
Tolhoek ·
van Trijp ·
Tusveld ·
de Vries ·
Wouters
Bax · Bol · Bouwmans · Budding · Cornelisse · Godrie · Gunst · van der Heijden · Hofstede · Honigh · Korevaar · Lenderink · Maas · Meijers · Nieuwenhuis · Nieuwpoort · Olieslagers · Tusveld · de Vries · Wouters
Bax · van den Berg · Bugter · van Dalen · van den Dool · Groen · Hoppezak · Janssen · Lucas · Meijer · Pastoor · Timmermans · Tulner
Anderson · Ballerstedt · Bax · Bayer · De Bondt · De Tier · Dillier · Gaze · Gogl · Janssens · Krieger · Leysen · Mareczko · Merlier · Meurisse · Oldani · Philipsen · Planckaert · Rickaert · Riesebeek · Sbaragli · Stannard · Taminiaux · Thwaites · Van Den Bossche · D. van der Poel · M. van der Poel · Van Keirsbulck · Vermeersch · Vermote · Vine
Ackermann · Almeida · Ayuso · Bax · Bennett · Bjerg · Christen (vanaf 1/8) · Covi · Fisher-Black · Formolo · Gibbons · Groß · Großschartner · Hirschi · Hodeg · Laengen · Majka · McNulty · Molano · Novak · I. Oliveira · R. Oliveira · Pogačar · Polanc (tot 15/5) ·  Soler · Trentin · Ulissi · Vine · Vink · Wellens · Yates · Glivar (stagiair)
Almeida · Arrieta · Ayuso · Baroncini · Bax · Bjerg · Christen · Covi · del Toro · Fisher-Black · Großschartner · Hirschi · Hodeg · Laengen · Majka · McNulty · Molano · Morgado · Novak · I. Oliveira · R. Oliveira · Pogačar · Politt · Sivakov · Soler · Ulissi · Vine · Vink · Wellens · Yates